# 道上村 (新潟県)
道上村（どうじょうむら）は、かつて新潟県西蒲原郡にあった村。1954年7月7日の合併によって消滅し、現在は新潟市西蒲区の一部となっている。
以下の記述は合併直前当時の旧道上村に関しての記述であり、現在では名称等が異なる場合がある。なお、ここに記述されていない内容に関しては新潟市などの記事を参照。

## 沿革
- 1889年（明治22年）4月1日 - 町村制施行に伴い西蒲原郡道上村、福島村、河間村が合併し、道上村が発足。
- 1901年（明治34年）11月1日 - 西蒲原郡打越村、三針村の一部と合併し、道上村を新設。
- 1954年（昭和29年）7月7日 - 西蒲原郡小吉村、燕市の一部（大字真木、姥島、羽黒）と合併し、中之口村となり消滅。

## 村長
- 長沼権一

## 地域
道上村は、合併した村名を継承する以下の大字で構成される。
道上（どうじょう）
1889年（明治22年）まであった道上村の区域。現在の新潟市西蒲区道上。
福島（ふくじま）

1889年（明治22年）まであった福島村の区域。現在の新潟市西蒲区福島、南区福島。
河間（こうま）
1889年（明治22年）まであった河間村の区域。現在の新潟市西蒲区河間。